# Lorenzo di Pierfrancesco de Médici
Lorenzo di Pierfrancesco de Médici (Florença, 4 de agosto de 1463 – Florença, 20 de maio de 1503) foi um político, banqueiro e advogado italiano membro da família Médici. Encomendou o quadro "A Primavera" e "O Nascimento de Vênus" de Sandro Botticelli.

## Vida
Lorenzo nasceu em Florença, filho de Pierfrancesco de 'Médici (o Velho) e Laudomia Acciaioli. As relações entre o ramo mais antigo dos Médici e o ramo mais jovem "Popolani" eram tensas desde a década de 1440, e Pierfrancesco tentara proteger seus filhos da influência do ramo mais velho. Mas Lorenzo e Giovanni ainda eram meninos quando seu pai Pierfrancesco morreu em 1476, e eles prontamente ficaram sob a tutela de seu primo mais velho, Lourenço, o Magnífico, o governante efetivo de Florença. Enfrentando dificuldades financeiras depois de 1478, Lourenço, o Magnífico saqueou a herança dos meninos Popolani com "empréstimos forçados". Quando atingiram a maioridade, alegaram que Lourenço de Médici lhes devia mais de 100.000 ducados (o Magnifico acabou reembolsando um pouco mais da metade em 1485).
Mesmo assim, Lourenço, o Magnífico garantiu que seu pupilo obtivesse a melhor educação que poderia ser comprada na época. Lorenzo di Pierfrancesco estudou com os notáveis humanistas do renascimento florentino Marsilio Ficino, Angelo Poliziano e Giorgio Antonio Vespucci (tio do navegador Américo Vespúcio; Américo era um colega e, a partir de 1483, tornou-se empregado e amigo de Lorenzo di Pierfrancesco; no início dos anos 1500, Américo Vespúcio enviaria a maioria de suas cartas famosas no " Novo Mundo" para Lorenzo di Pierfrancesco). Lorenzo di Pierfrancesco emergiu com a reputação de um homem de opiniões liberais, um poeta e conhecedor de arte por seus próprios méritos. Em ca. 1485, ele encomendou um manuscrito iluminado da obra de Dante a Divina Comédia com obras de arte de Botticelli.

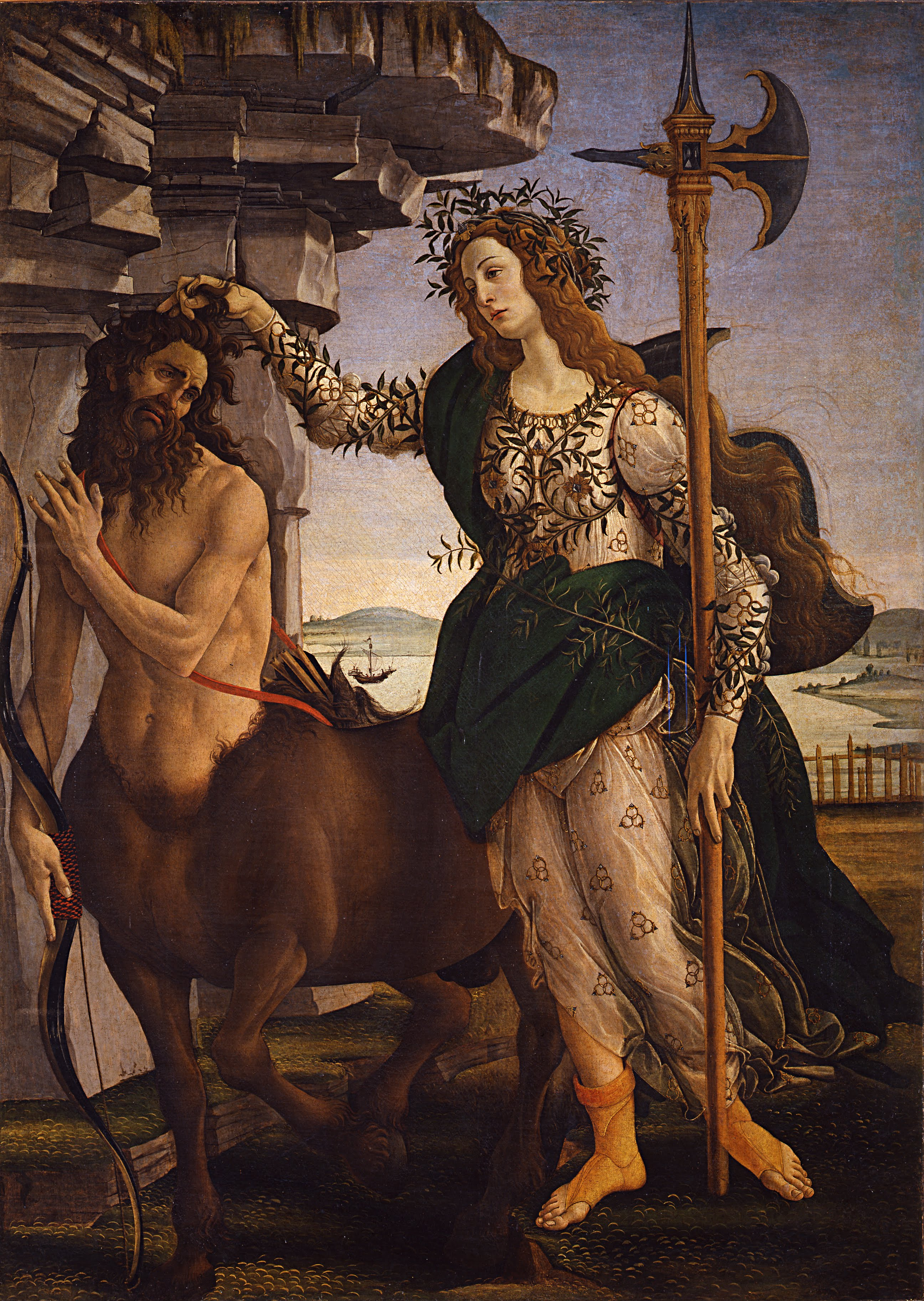
Palas Atenas Domando um Centauro.

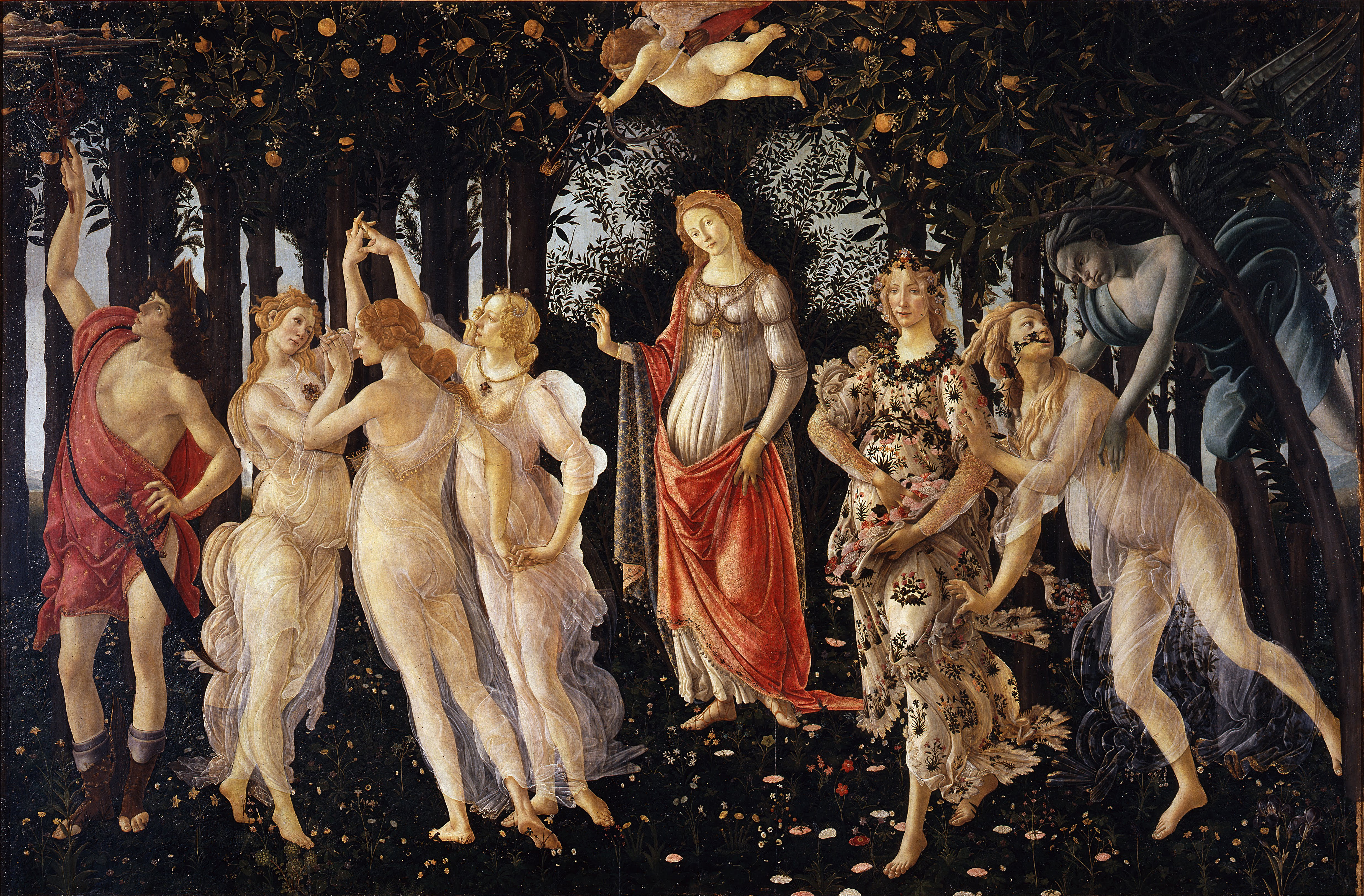
Alegoria da Primavera.

O nascimento de Vênus.

Em 1482, Lourenço, o Magnífico arranjou o casamento entre o jovem Lorenzo di Pierfrancesco e Semiramide Appiano, filha do senhor Appiani Jacopo III de Piombino, que trouxe não apenas laços comerciais lucrativos, mas também ligações políticas (os Appiani eram parentes por casamento com os Aragonês de Nápoles). Lourenço, o Magnífico pode ter encomendado Pallas e o Centauro de Sandro Botticelli como um presente de casamento para o novo casal, presumivelmente sugerindo que Semiramide (representada por Pallas) deveria se esforçar para "domar" o jovem Lorenzo di Pierfrancesco (representado pelo centauro) (ou mais metaforicamente, a rendição dos instintos brutos à deusa da razão, um referência à entrada de Lorenzo di Pierfrancesco na masculinidade). Acredita-se que também nesta ocasião, ou Lourenço, o Magnífico ou o próprio Lorenzo di Pierfrancesco, encomendou a Alegoria da Primavera de Botticelli para celebrar o casamento, com Mercúrio representando Lorenzo di Pierfrancesco e Semiramide representado pela Graça central (ou possivelmente Flora). Acredita-se que Lorenzo di Pierfrancesco mais tarde encomendou O nascimento de Vênus, de Botticelli.
Lorenzo di Pierfranceso era o proprietário da Villa del Trebbio, herdada de seu avô Lorenzo, o Velho, e da Villa di Castello, adquirida em 1477 por ordem de Lourenço, o Magnífico. Em 1483, ele foi despachado como embaixador florentino em Paris, para testemunhar a coroação de Carlos VIII da França.
As disputas sobre a herança persistiram. A ruptura com Lourenço, o Magnífico chegou ao auge em outubro de 1484, quando o homem forte garantiu o apagamento do nome de Lorenzo di Pierfrancesco das listas de pessoas elegíveis para a eleição para as instituições políticas florentinas. Como parte do acordo de 1485, que envolveu arbitragem externa, Lorenzo di Pierfrancesco e seu irmão Giovanni il Popolano receberam a propriedade da família Medici de Villa Cafaggiolo na região de Mugello. Mesmo assim, estava claro que Lorenzo di Pierfrancesco teria que arquivar qualquer cargo público ou ambições políticas durante o governo de o Magnifico.
Quando Lourenço, o Magnífico morreu (1492), Lorenzo e Giovanni se posicionaram contra o filho de o Magnifico, Pedro de Médici. Dois anos depois, eles foram exilados, mas retornaram quando o rei Carlos VIII da França invadiu a Itália e Pedro foi expulso de Florença por um governo republicano. Os dois irmãos se aliaram ao Partido Republicano e receberam o apelido de Popolano ("do povo"). Lorenzo di Pierfrancesco tornou-se uma das figuras mais destacadas da nova administração e foi considerado por muitos como o herdeiro cultural de o Magnifico. Ele protegeu Botticelli, Michelangelo, Filippino Lippi, Bartolomeo Scala, e em 1494 fundou uma oficina de cerâmica em Cafaggiolo.
Ele foi ofuscado por Savonarola, mas após a morte deste último, havia rumores de que ele receberia o governo pessoal efetivo da República; no entanto, ele recusou. Em 1501, Lorenzo di Pierfrancesco era suspeito de um complô com Cesare Borgia para favorecer este último na conquista da cidade, mas as acusações nunca foram confirmadas. Ele morreu em Florença em 1503.

Seu neto, foi o assassino de Alessandro de' Medici, o último governante de Florença do ramo "sênior" dos Medici, passando assim o poder para o bisneto de Cosme I de Médici, Grão-Duque da Toscana.